# Monumento a Mozart (Viena)
El Monumento a Mozart (en alemán: Mozart-Denkmal) es un monumento situado en el Burggarten en el distrito de Innere Stadt de Viena, Austria, desde 1953. Está dedicado al compositor Wolfgang Amadeus Mozart (1756-1791).
Este monumento escultórico de 7,5 metros de altura fue realizado por el arquitecto Karl König (1841-1915) y el escultor Viktor Tilgner (1844-1896), fue inaugurada en la Albrechtsplatz (hoy Albertinaplatz) el 21 de abril de 1896, cinco días después de la muerte de Tilgner. Cuya firma se completó con la fecha de su muerte.

## Descripción
Las esculturas están hechas de mármol de Lasa del Val Venosta, Tirol del Sur, mientras que los escalones de los cimientos están hechos con diorita oscura. La estatua representa al compositor Mozart con un atril, sobre un pedestal adornado con ornamentos, máscaras y coronas y está enmarcado en una balaustrada semicircular de mármol bruto de Sterzing. Los putti del zócalo, que representan el poder de la música de Mozart, son estilísticamente sugerentes del Art Nouveau.
En la parte delantera, un relieve muestra dos escenas de la ópera Don Giovanni de Mozart. Inscripción:Mozart MCCCLVI - MDCCXCI (1756 - 1791)  
El relieve de la parte trasera, basado en un diseño de Louis Carrogis Carmontelle, representa a Mozart de seis años tocando música con su padre Leopold y su hermana Nannerl. Inscripción: El monumento de Mozart, inaugurado en 1896, estaba originalmente ubicado en Albertinaplatz y fue re-erigido en el jardín del castillo en la primavera de 1953 después de su restauración debido a los daños de una bomba.

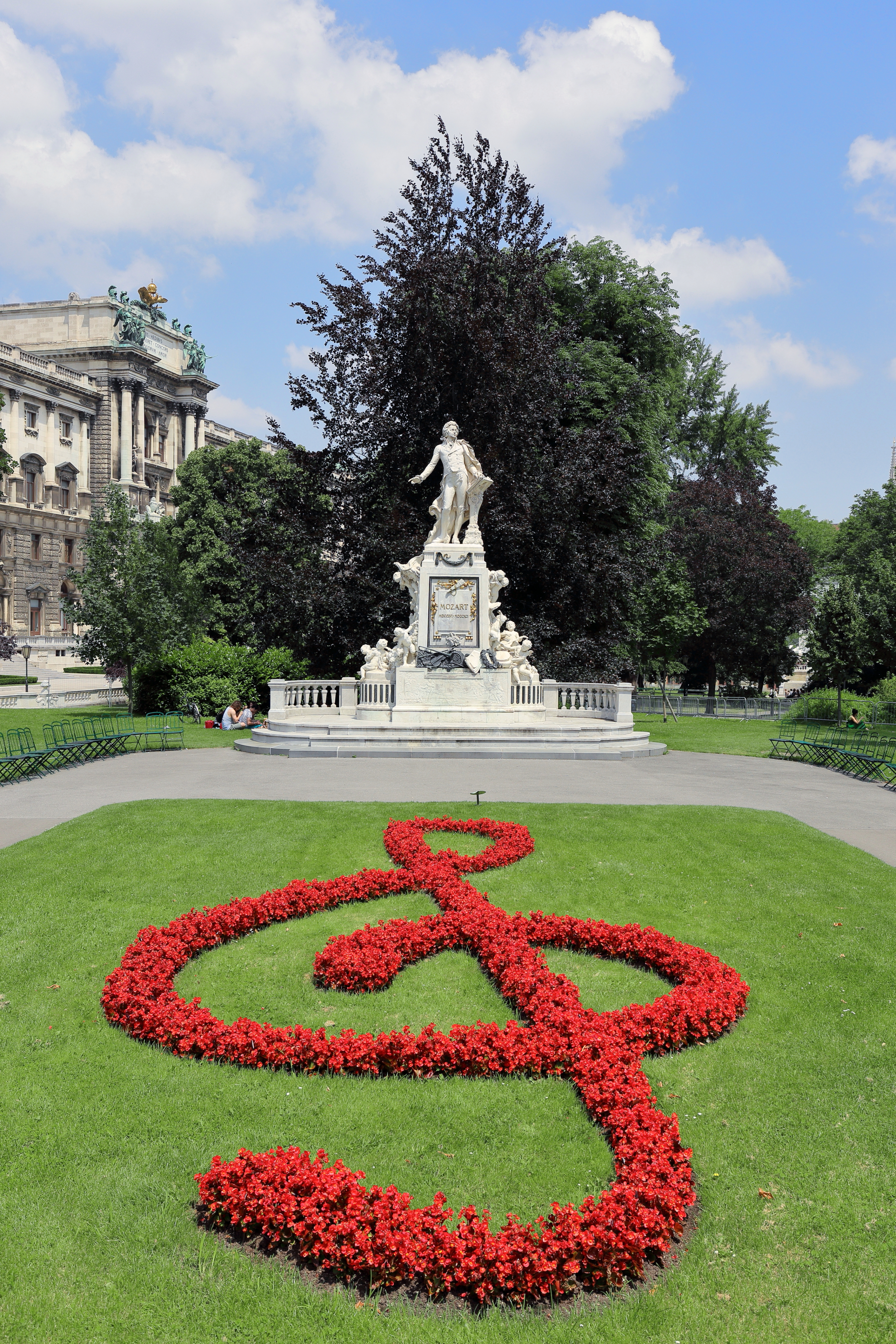
Clave y monumento.
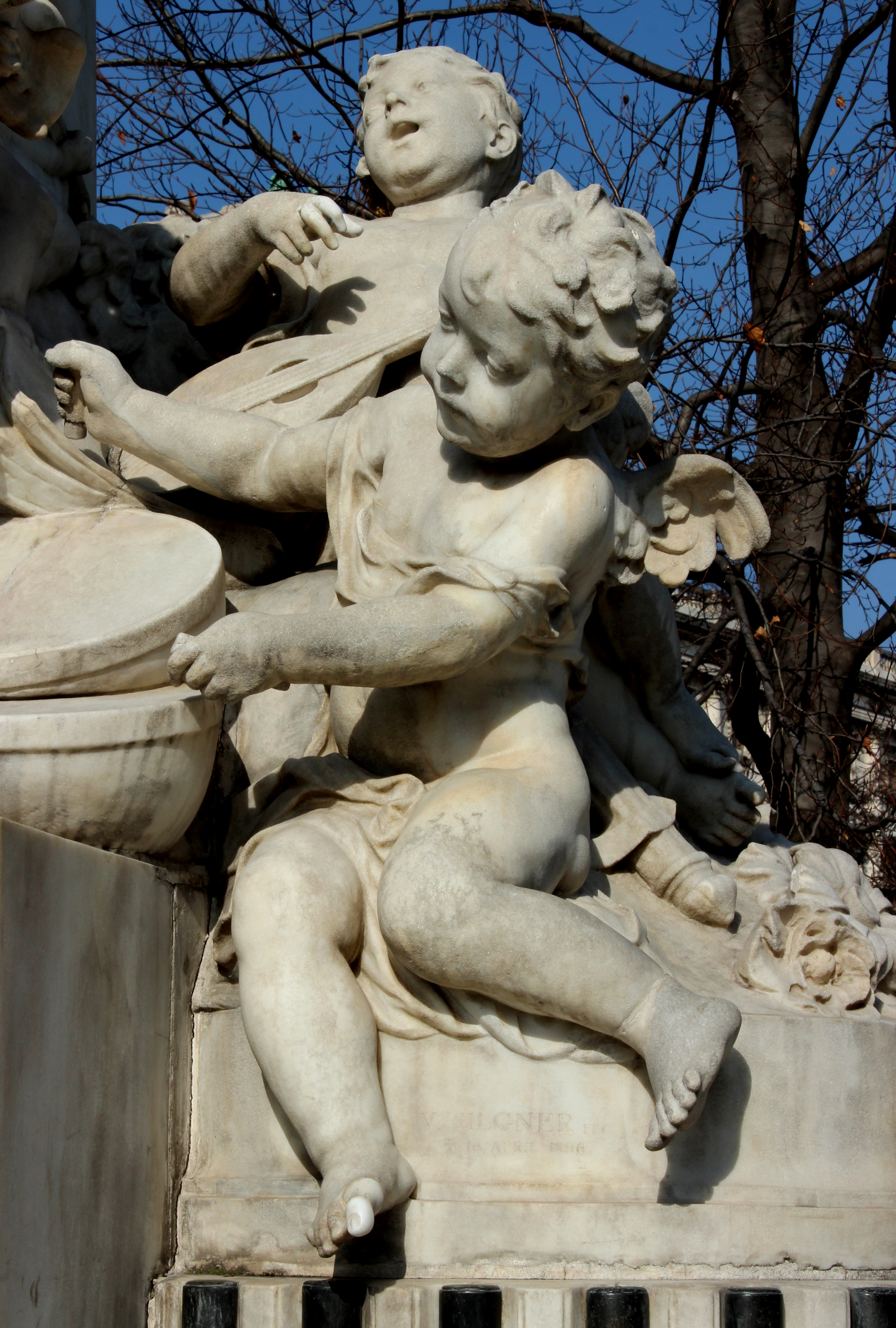
Putti y firma de Tilgner.
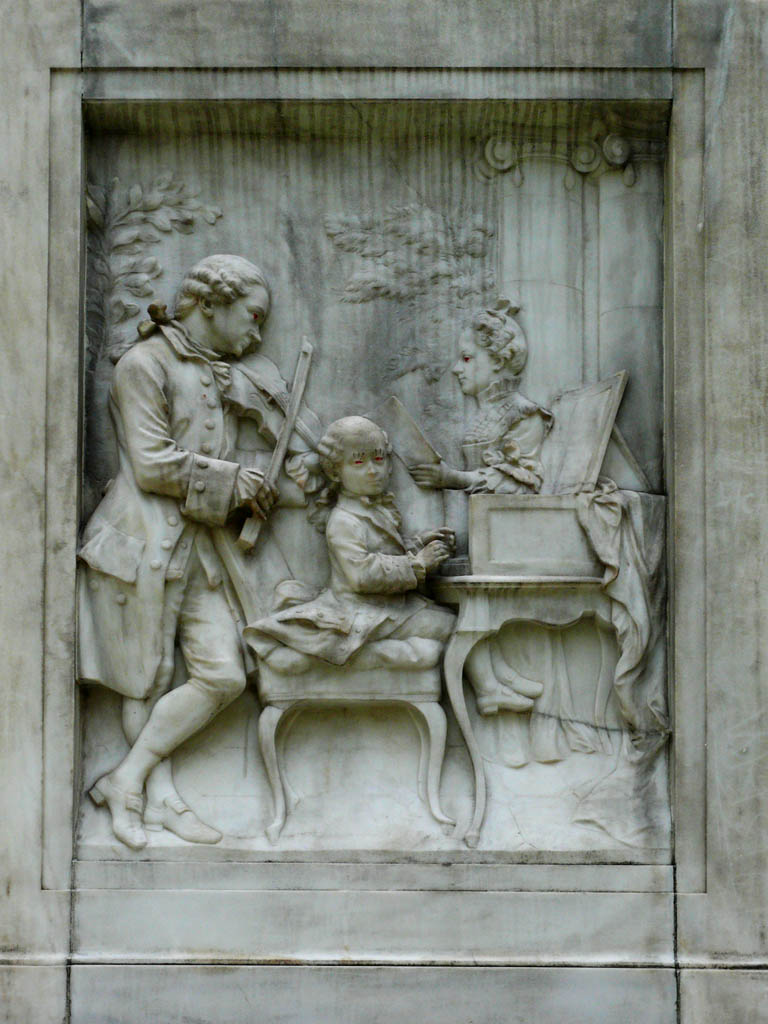
Relieve de la parte trasera.
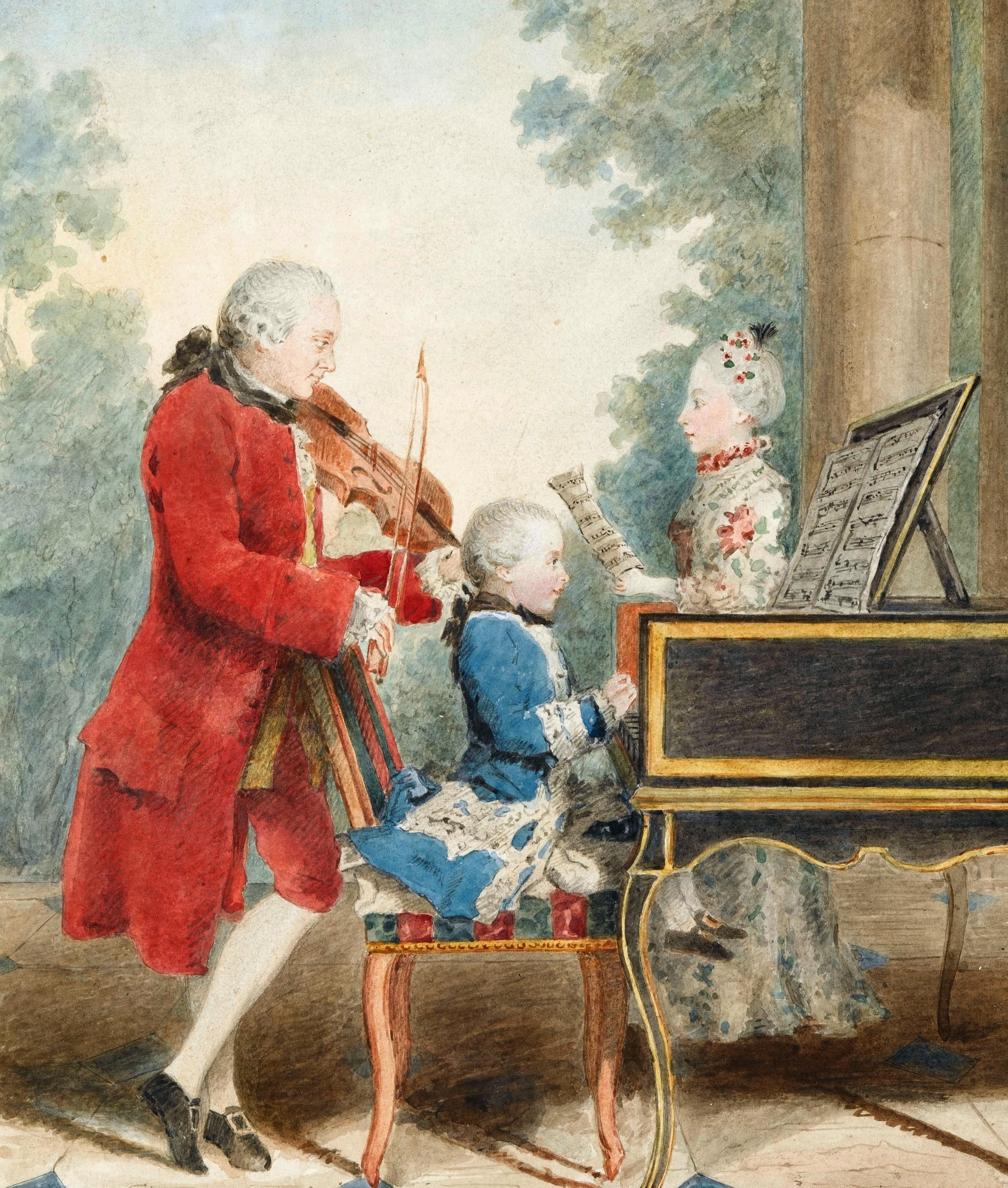
Plantilla para la parte trasera realizada por Louis Carrogis Carmontelle.

## Historia
Se recaudaron fondos para un monumento a Mozart 77 años antes de que la estatua fuera inaugurada. Pero la elección del diseño y la ubicación del monumento fue problemática. Varias propuestas incluyeron el Rathauspark, Stadtpark y Albrechtplatz. Se organizaron dos concursos de arte para seleccionar el diseño del monumento. El diseño de Viktor Tilgner quedó en segundo lugar en la elección del jurado profesional, pero fue seleccionado por el Comité de Monumentos de Mozart sobre el proyecto de Edmund von Hellmer.
El monumento fue dañado por el bombardeo de Viena el 12 de marzo de 1945, antes de ser restaurado y colocado en su ubicación actual en el Burggaten el 5 de junio de 1953. Durante la restauración, dos columnas de ladrillo de arena-cal se añadieron al monumento. Frente al monumento hay un borde de flores en forma de clave.
En 1992, la ciudad de Viena regaló una copia del monumento a Tokio.

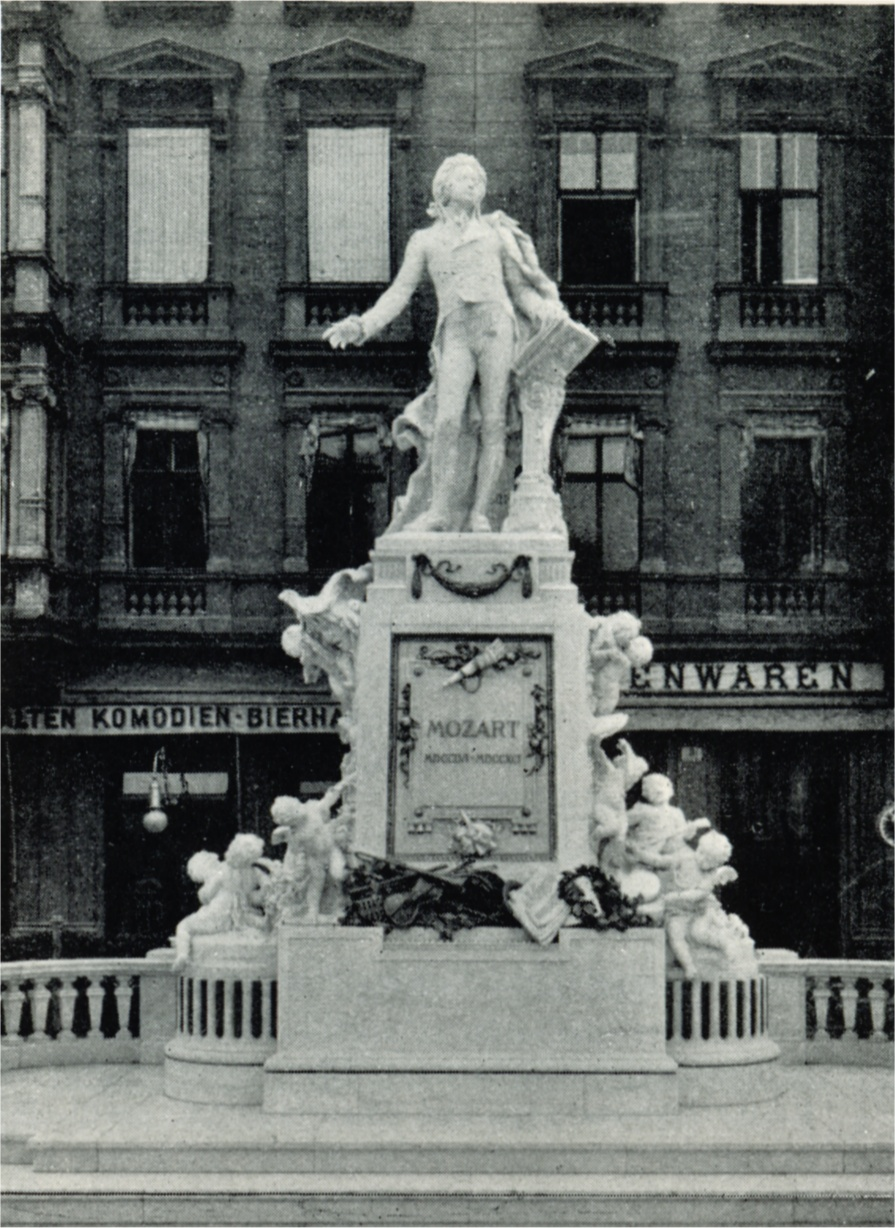
Monumento en su primera ubicación (c. 1900).
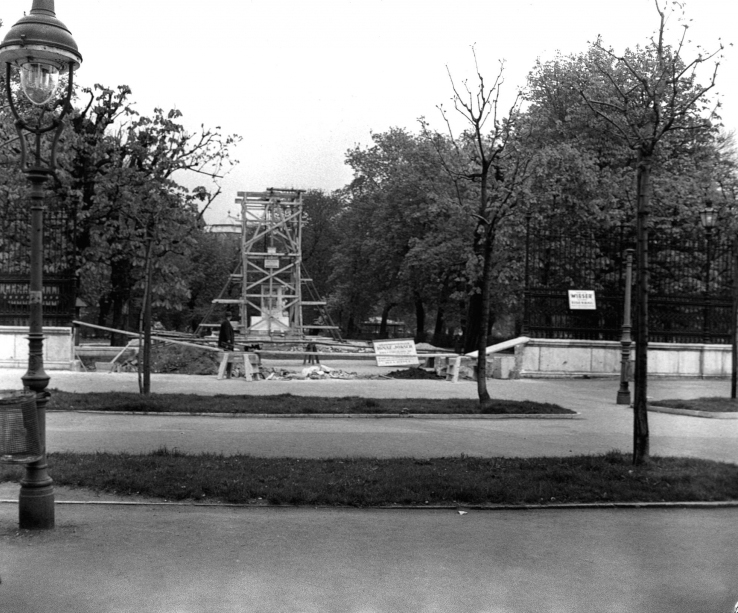
Trabajos de la reconstrucción en el Burggarten (17 de abril de 1953).
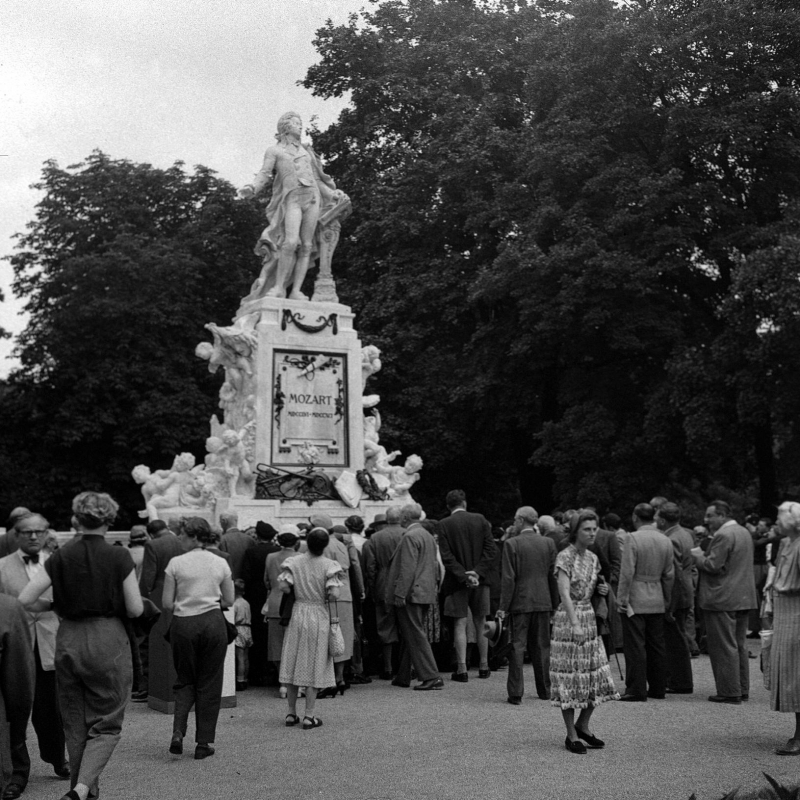
El monumento recién  erigido (17 de junio de 1953).